# Тенеси тајтанси
Тенеси тајтанси (енгл. Tennessee Titans) су професионални тим америчког фудбала са седиштем у Нешвилу у држави Тенеси. Утакмице као домаћин клуб игра на стадиону Лп филд. Такмиче се у АФЦ-у у дивизији Југ. Клуб је основан 1960. када је и освојио титулу првака државе. У периоду 1960-97. носио је име Хјустон ојлерси (играо у Хјустону као домаћин), да би 1997. име промењено у Тенеси ојлерси (клуб је као домаћин играо у Мемфису). Име Тенеси тајтанси носи од 1999.
„Тајтанси“ су били два пута прваци НФЛ-а, а последњи пут 1961. Маскота клуба је ракун „Ти-Рак“.